# HMS Zambesi (R66)
«Замбезі» (англ. HMS Zambesi (R66) — військовий корабель, ескадрений міноносець типу «Z» Королівського військово-морського флоту Великої Британії часів Другої світової війни.
Ескадрений міноносець «Замбезі» закладений 21 грудня 1942 року на верфі компанії Cammell Laird у Беркенгеді. 21 листопада 1943 року він був спущений на воду, а 18 липня 1944 року увійшов до складу Королівських ВМС Великої Британії. Есмінець брав участь у бойових діях на морі в Другій світовій війні, бився у Північній Атлантиці, біля берегів Англії та Норвегії, супроводжував арктичні конвої. За проявлену мужність та стійкість у боях бойовий корабель заохочений двома бойовими відзнаками.

## Бойовий шлях

### 1944
У ніч з 12 на 13 листопада 1944 року британське флотське угруповання, на підставі розвідувальних даних перехоплення «Ультри», з крейсерів «Кент» та «Беллона», есмінців «Мінгз», «Верулам», «Замбезі» і «Алгонкін» здійснили атаку на німецький конвой KS 357 поблизу норвезького узбережжя між Лістерфіордом та Еґерсундом. Результатом атаки стало потоплення німецького суховантажного судна «Грейф», французького «Корноайллес», а також мінних тральщиків M 427 і M 416, мисливців за підводними човнами UJ 1221, UJ 1223 і UJ 1713.

### 1945
1 січня 1945 року «Замбезі» з крейсером «Дайадем», ескортним авіаносцем «Віндекс» та есмінцями «Мінгз», «Савідж», «Скодж», «Серапіс», «Сторд», «Зебра», «Алгонкін» і «Сіу» вийшов на ескорт арктичного конвою JW 63 до Кольської затоки.
З 6 по 27 лютого есмінець «Замбезі» перебував у складі далекого ескорту для конвоїв JW 64 до Мурманська і зворотного RA 64.
23 березня він брав участь у супроводі арктичного конвою RA 65, який супроводжували крейсер «Дайадем», ескортні авіаносці «Трампітер» та «Кампаніа», з есмінцями «Мінгз», «Опорт'юн», «Оруелл», «Савідж», «Скодж», «Скорпіон», «Сторд» і «Сіу».
У перші дні травня — останні дні війни в Європі — взяв участь в останньому авіаційному нальоті на німецьку базу підводних човнів у норвезькому Гарстаді. Британське авіаносне ударне угруповання кораблів з авіаносцями «Серчер», «Квін», «Трампітер» завдало удару з повітря по захищеній базі, де переховувались німецькі судна. Судно забезпечення ПЧ Black Watch, перероблений у корабель ППО колишній норвезький крейсер Senja та U-711 були потоплені ударами палубної авіації британського флоту.